# Джонатан Гулд
Джонатан Гулд (англ. Jonathan Gould; нар. 18 липня 1968, Паддінгтон, Лондон) — шотландський футболіст, що грав на позиції воротаря. По завершенні ігрової кар'єри — тренер. З 2018 року входить до тренерського штабу клубу «Мідлсбро».
Виступав, зокрема, за «Селтік», з яким став триразовим чемпіоном Шотландії, володарем Кубка Шотландії та триразовим володарем Кубка шотландської ліги, а також національну збірну Шотландії, з якою був учасником чемпіонату світу 1998 року.

## Клубна кар'єра
Народився 18 липня 1968 року в Лондоні, де його батько, футболіст Боббі Гулд, грав за місцевий «Арсенал».
Джонатан почав свою дорослу кар'єру 1989 року в новозеландському клубі «Нейпір Сіті Роверз», з яким в перший же рік став чемпіоном країни. Варто, однак, зауважити, що він не міг отримати місце у воротах клубу, тому виступав на позиції захисника. Після повернення в Англію виступав за місцеві клуби «Клівдон Таун», «Галіфакс Таун», «Вест-Бромвіч Альбіон», а в 1992 році перейшов в «Ковентрі Сіті», який на той момент очолював батько Джонатана — Боббі Гулд.
Відігравши 4 сезони за «небесно-блакитних», Джонатан перейшов до клубу третього за рівнем англійського дивізіону «Бредфорд Сіті». За підсумками сезону 1995/96 «Бредфорд» посів шосте місце у своєму дивізіоні і отримав право брати участь у матчах плей-оф, за підсумками якого клуб підвищився у класі. При цьому у фінальній грі Гулд залишив свої ворота в недоторканності. Втім у наступному сезоні програв конкуренцію Марку Шварцеру
У серпні 1997 року Гулда придбав шотландський «Селтік». Дебют гравця за новий клуб відбувся 9 серпня в матчі Кубка шотландської ліги проти «Бервік Рейнджерс», який завершився з рахунком 7:0 на користь «Селтіка». Гулд став одним з основних творців чемпіонства зелено-білих у сезоні 1997/98, яке перервало 10-річну гегемонію «Рейнджерс», а сам Джонатан провів 24 «сухих матчі» у 48 іграх того сезону. Крім золотих медалей чемпіонату у тому ж сезоні Гулд зі своєю командою став володарем Кубка шотландської ліги.
Гулд залишився воротарем № 1 для «Селтіка» під проводом Йозефа Венглоша і Джона Барнса. Перед початком сезону 1999/00 клуб поповнив олімпійський чемпіон у складі збірної СРСР воротар Дмитро Харін, але незважаючи на це Гулд залишився основним голкіпером команди і став дворазовим володарем Кубка шотландської ліги. Сезон 2000/01, став тріумфальним для «Селтіка» (перемога у трьох турнірах: чемпіонаті, Кубку і Кубку ліги), Гулд знову почав в ранзі першого номера, провівши стартові 13 ігор першості. Проте, тренер зелено-білих Мартін О'Ніл вирішив довірити місце у воротах Ребу Дугласу, який згодом і витіснив його з основного складу. Незважаючи на те, що Гулд не отримував достатньої ігрової практики, він продовжив свій контракт з «Селтіком» ще на 3 роки, а в 2003 році на правах вільного агента перейшов в «Престон Норт-Енд».
Граючи за «Престон» Гулд знову набрав непогану форму і навіть був викликаний до збірної Шотландії на стикові матчі відбору до чемпіонату Європи 2004 року проти Нідерландів.
На початку сезону 2004/05 воротар був відданий в оренду в «Герефорд Юнайтед», за який зіграв 15 матчів чемпіонату, а в 2005 році перейшов в «Брістоль Сіті». Однак через три місяці контракт з обопільної згоди був розірваний і гравець повернувся в Нову Зеландію, де став граючим тренером клубу «Хоукіс Бей Юнайтед».

## Виступи за збірну
Гулд отримав право грати за збірну Шотландії, оскільки його дідусь з бабусею були родом з шотландського округу Південний Ланаркшир. Після сезону, проведеного в «Селтіку», він був включений в заявку шотландців на чемпіонат світу 1998 року у Франції, проте був лише третім воротарем команди після Джима Лейтона і Ніла Саллівана. 
Першу гру у футболці національної команди Гулд провів 9 жовтня 1999 року у відбірковому матчі до Євро-2000, в якому з рахунком 3:0 була переможена збірна Литви. Свій другий і останній матч за шотландців, який також закінчився перемогою британців, Гулд провів 15 листопада 2000 року проти Австралії.
Після того, як Гулд поступився місцем основного голкіпера в "Селтіук» Ребу Дугласу, він перестав викликатися в збірну. Хорошою формою в іграх за «Престон Норт Енд» Гулд знову звернув на себе увагу тренера національної команди і був викликаний в листопаді 2003 року на два стикові матчі у відборі до чемпіонату Європи 2004 року проти Нідерландів, проте жодного разу більше за шотландців не виступав.

## Кар'єра тренера
У 2006 році Джонатан Гулд був призначений головним тренером новозеландського «Хоукіс Бей Юнайтед», а його асистентом став батько Боббі. У 2009 році він покинув свій пост і став помічником тренера в «Веллінгтон Фенікс». 30 серпня 2009 року Гулд потрапив у заявку команди на матч чемпіонату проти «Сіднея» (0:2). Джонатан провів усю гру на лавці, будучи запасним воротарем команди, оскільки основний воротар команди Марк Пастон був недоступний через народження його першої дитини. Якби Гулд вийшов на поле у тому матчі, він був став найстарішим гравцем, який коли-небудь зіграв у матчі A-Ліги.
2011 року перейшов на аналогічну посаду в австралійському «Перт Глорі». 26 квітня 2012 року було оголошено про те, що Гулд повертається в «Веллінгтон Фенікс», де протягом двох сезонів він буде тренувати воротарів.
16 лютого 2015 року Гулд підписав контракт з англійським «Вест Бромвіч Альбіоном», яким керував Тоні П'юліс, ставши тренером голкіперів основного складу команди. Після переходу П'юліса в «Мідлсбро» Гулд пішов за ним і в січні 2018 року був призначений тренером воротарів цієї команди.

## Титули і досягнення
- Чемпіон Шотландії (3):

«Селтік»: 1997–98, 2000–01, 2001–02
- Володар Кубка Шотландії (1):

«Селтік»: 2000–01
- Володар Кубка шотландської ліги (3):

«Селтік»: 1997–98, 1999–00, 2000–01